# Vanessa Bayer
Vanessa Bayer (Orange, 14 de novembro 1981) é uma atriz norte-americana, mais conhecida por fazer parte do elenco do Saturday Night Live.